# Национальное партнёрство
Национальное партнёрство (чеш. Národní souručenství, NS, нем. Nationale Gemeinschaft) — единственная разрешённая политическая партия в Протекторате Богемии и Моравии. Членство в партии было обязательным для всех чешских граждан мужского пола, достигших совершеннолетия в Протекторате.
Партия была создана как реакция на немецкую оккупацию Чехословакии и стала основой для чешского сотрудничества с оккупантами во время Второй мировой войны. Две партии — Партия национального единства и Национальная рабочая партия — объединились по призыву президента Эмиля Гаха 21 марта 1939 года и создали Национальное партнёрство в качестве общенациональной партии. 6 апреля 1939 года партия была объявлена единственной политической партией в Богемии и Моравии (за исключением НСДАП, которая была исключительно для немцев).
Премьер-министр Богемии и Моравии Алоис Элиаш поддерживал связь с чехословацким правительством в изгнании и помогал чешскому движению Сопротивления, пока не был казнён в июне 1942 года.
После убийства Рейнхарда Гейдриха в 1942 году Эммануэль Моравец приобрёл пропагандистское влияние. После 15 января 1943 года партия перестала выполнять функции политической партии и превратилась в большую пропагандистскую машину нацистского режима.

## Политики
Наиболее известные политики партии:
- Алоис Элиаш (1890—1942), бывший чехословацкий генерал, казнённый за тайные контакты с чехословацким правительством в изгнании в 1942 году; премьер-министр с 1939 по 1941 год.
- Ладислав Карел Фейерабенд, министр сельского хозяйства с 1939 по 1940 год. Вошёл в состав лондонского правительства Чехословакии в 1940 году.
- Иржи Гавелка, министр путей сообщения с 1939 по 1941 год.
- Йозеф Ежек, министр внутренних дел с 1939 по 1942 год.
- Ян Капрас, министр образования с 1939 по 1942 год.
- Йозеф Калфус (1880—1956), министр финансов с 1939 по 1945 год.
- Йозеф Небесский, председатель партии с 1939 по 1941 год.
- Йозеф Фаусек (1875—1942), председатель партии в 1941—1942 годах.
- Ярослав Крейчи (1892—1956), министр юстиции с 1939 по 1945 год, а также министр-президент с 1942 по 1945 год.
- Йиндржих Каменицкий, министр путей сообщения с 1941 по 1945 год.
- Вальтер Берч, министр экономики с 1942 по 1945 год.
- Рихард Бинерт (1881—1949), министр внутренних дел с 1942 по 1945 год, а также последний министр-президент в 1945 году.
- Адольф Грубый (1893—1951), министр сельского хозяйства с 1942 по 1945 год.
- Томаш Крейчи, фюрер (Vůdce) партии с 1942 по 1945 год.
- Эммануэль Моравец, министр образования с 1942 по 1945 год.